# Sylvia Mathews Burwell
Pour les articles homonymes, voir Mathews et Burwell.
Sylvia Mathews Burwell, née le 23 juin 1965 à Hinton (Virginie-Occidentale), est une femme politique américaine. Membre du Parti démocrate, elle est directrice du Bureau de la gestion et du budget entre 2013 et 2014 puis secrétaire à la Santé et aux Services sociaux de 2014 à 2017 dans l'administration du président Barack Obama.

## Biographie
Sylvia Mathews Burwell est née le 23 juin 1965 à Hinton en Virginie-Occidentale. Elle obtient un Bachelor of Arts de l'université Harvard et part étudier deux ans à l'université d'Oxford grâce à une bourse Rhodes avant de devenir, pendant deux ans, associée au cabinet de conseil McKinsey. C'est également pendant cette période que Burwell a servi dans les conseils de MetLife, du Council on Foreign Relations et de la University of Washington Medical Center (en) (un centre hospitalier universitaire situé à Washington). Durant l'élection présidentielle américaine de 1992, Burwell a rejoint l'équipe de campagne de Bill Clinton puis a dirigé l'équipe dédiée à l'économie lors de la transition entre le président élu, Clinton, et le président encore en fonction, George H. W. Bush,.

### Carrière dans l'administration Clinton
Une fois l'administration Clinton installée, Burwell a été nommé directrice du personnel du National Economic Council (NEC). Deux ans plus tard, en 1995, Robert Rubin alors directeur du NEC a été choisi pour devenir secrétaire du Trésor et Burwell l'a suivi à au département du Trésor en devenant sa chef de cabinet. Elle reste à ce poste jusqu'en 1997, année où elle est nommée Cheffe de cabinet adjointe de la Maison-Blanche auprès de Erskine Bowles, le chef de cabinet de la Maison-Blanche. Elle quitte cette fonction en 1998, en même temps que Bowles, afin de devenir la directrice adjointe du Bureau de la gestion et du budget (OMB) sous la supervision de Jacob Lew qui avait été nommé à sa tête. À ce poste, qu'elle occupera jusqu'à la fin de l'administration Clinton en 2001, Burwell a pu acquérir une véritable expérience des problèmes budgétaires et une compréhension des différents politiques entre le camp républicain et démocrate.

### Entre deux administrations: 2001 - 2013
Alors que Burwell aurait pu, comme certains journaux l'ont pronostiqué, tenter de devenir gouverneur dans son État de naissance, la Virginie-Occidentale, elle a préféré faire carrière dans le privé et particulièrement au sein d'associations à but non lucratif. C'est ainsi qu'elle s'est engagé de nombreuses années dans la Fondation Bill-et-Melinda-Gates. Burwell a donc été successivement vice-présidente exécutive de la Fondation, de 2001 à 2002, directrice générale entre 2002 et 2006 et enfin présidente du Programme de développement mondial de 2006 à 2011. Son nom avait d'ailleurs été évoqué pour succéder à Patty Stonesifer, une des cofondatrices et la directrice générale de la Fondation Bill-et-Melinda-Gates qui avait quitté l'organisation en 2008.
Burwell a finalement rejoint en 2011 la Walmart Fondation, une association philanthropique issue de la chaîne de magasins controversée Walmart.

### Carrière dans l'administration Obama
Burwell a cependant quitté le secteur privé et a été nommée à divers postes à haute responsabilité dans l'administration Obama.
Confirmée à l'unanimité par le Sénat (96-0), Burwell a ainsi pris la tête du Bureau de la gestion et du budget (Office of Management and Budget) en avril 2013, en étant la deuxième femme à le diriger depuis Alice Rivlin au milieu des années 1990. D'ailleurs, à l'occasion de sa nomination, de nombreuses personnalités ont loué ses qualités et sa personnalité. John Podesta, ancien chef de cabinet de la Maison-Blanche, a dit de Burwell qu'elle « était devenue une négociatrice très habile », il continuait en affirmant que « tous ceux qui travaillent avec elle l'admirent vraiment, pas seulement son intelligence et la profondeur de ses connaissances sur les questions de budget fédéral, mais aussi pour ses talents d'organisation ». Quant à Patty Murray, présidente de la commission du Budget du Sénat des États-Unis, elle expliquait que l'expérience de Bruwell et ses qualités de dirigeantes faisaient d'elle « une candidate exceptionnellement qualifiée pour diriger l'OMB (Office of Management and Budget) ». À ce poste, elle a ordonné et organisé le shutdown de 2013 seulement six mois après avoir été nommé directrice du Bureau de la gestion et du budget.
Le 9 juin 2014 Burwell est nommée secrétaire à la Santé et aux Services sociaux des États-Unis et succède à Kathleen Sebelius poussée à la démission du fait des difficultés et des échecs qui ont marqué le lancement du Patient Protection and Affordable Care Act (plus connu sous le nom d'« Obamacare »). Burwell est donc arrivé à la tête du département de la Santé et des Services sociaux des États-Unis, celui ayant le budget le plus important de toute l'administration fédérale, dans un contexte particulièrement difficile. En effet, cette dernière doit veiller sur le bon déroulement de la deuxième phase d'inscription sur le site internet « healthcare.gov » qui doit commencer en novembre 2014 et doit défendre les dépenses occasionnées par le programme d'assurance-santé. Sans compter le fait que le Département, qui doit d'ailleurs souvent faire face à des événements imprévus (comme des épidémies), est en lui-même très complexe, comme l'expliquait Michael Leavitt : « c'est un grand département, il faut des mois juste pour maîtriser tous les acronymes ».

### Vie privée
Burwell vit avec son mari Stephen Burwell, un avocat, et ses deux enfants à Washington.